# Hapsidospora
Hapsidospora — рід грибів. Назва вперше опублікована 1970 року.